# Allorhynchium chinense
Allorhynchium chinense är en stekelart som först beskrevs av Henri Saussure 1862.  Allorhynchium chinense ingår i släktet Allorhynchium och familjen Eumenidae. Inga underarter finns listade i Catalogue of Life.